# ميازينا (إيطاليا)
ميازينا؛ هي بلدية في مقاطعة بيدمونت الايطاليه، وتقع على بعد حوالي 130 كيلو مترا (81) ميلا شمال شرق تورين وحوالي 15 كيلومترا ( 9 ) ميل شمال شرق فيربانيا، اعتبارا من 31 ديسمبر 2004، كان عدد سكانها 415 نسمة ومساحتها 21.5 كيلومتر مربع (8.3 ميل مربع ).

## موقعها
تقع في دولة ايطاليا وفي محافظة بيدمونت

## مساحتها
21.5 كيلو متر

## عدد سكانها
بلغ عدد سكانها في اخر احصائيه (2004) 415
الكثافه : 19km(50sq mi)
الوحده الزمنيه : UTC+1 (CET)
الصيف (DST) : UTC2+2 (CEST)
الرمز البريدي : 28056
رمز الاتصال : 0323
تقع ميازينا على حدود البلديات التالية: بلدية اورانو، وبلدية كامبياسكا، وبلدية كابريزو، وبلدية كوسونو، وبلدية غورو، وبلدية انتراجنا، وايضا بلدية، فالي كانوبينا، وفيربانيا.

## التطور الديموغرافي
تطورت هذه البلده تطور ملحوظ في كل سنه من جميع النواحي واصبحت مرغوبه من العديد لقضاء اجازاتهم وفي كل سنه تزدهر وتتطور اكثر واكثر.